# الجامع لسيرة شيخ الإسلام ابن تيمية (كتاب)
الجامع لسيرة شيخ الإسلام ابن تيمية خلال سبعة قرون، هو كتاب عن سيرة الإمام ابن تيمية، بغية توفير الجهد للراغبين في تتبع ترجمته، وإعطاء صورة واضحة عن نظرة المؤرخين - على اختلافهم - للشخصية المترجم لها وموقفهم منه.
جمعه محمد عزير شمس وعلي العمران من مصادر تاريخية مختلفة، مطبوعة ومخطوطة، جمعت ترجمة أحمد ابن تيمية (توفي سنة: 728هـ) عبر فترة زمنية محددة من القرن الثامن إلى نهاية القرن الثالث عشر الهجري، كتب المؤلفان مقدمة الكتاب بتاريخ 10/9/1419هـ. طبع الكتاب طبعتين في دار عالم الفوائد، وهو ضمن آثار شيخ الإسلام ابن تيمية وما لحقها من أعمال، وطبعته الثانية عام 1422هـ.

## موضوعات الكتاب
جمع المؤلفان تراجم ابن تيمية من المصادر القديمة، من القرن الثامن إلى نهاية القرن الثالث عشر، سواء أكانت ترجمة ضمن كتاب، أو رسالة في مدح ابن تيمية والثناء عليه، أو مذكرات عن حياته، أو فهرسًا لمؤلفاته، وذلك من خلال التتبع والاستقراء لكتب التواريخ والتراجم وفهارس المخطوطات، وقد جمعوا في هذا الكتاب خمسًا وسبعين ترجمة من مصادر مختلفة.

## منهج الكتاب
يتلخص منهج الكتاب في التالي:
- الفترة الزمنية للترجمات المذكورة في الكتاب تبدأ من القرن الثامن الهجري، وهو القرن الذي عاش فيه أحمد ابن تيمية، إلى نهاية القرن الثالث عشر الهجري، فكانت أولى التراجم ترجمة ابن شيخ الحزاميين (ت711هـ) ، وآخر ترجمة كانت لنعمان خير الدين الألوسي (ت 1317هـ) في كتابه جلاء العينين، وقد كان تأليفه لهذا الكتاب قبل نهاية القرن الثالث عشر.
- عدم إدخال التراجم المفردة عن ابن تيمية، لأنها تعد قائمة بنفسها، وذلك مثل (العقود الدرية) لابن عبد الهادي، و (الكواكب الدرية) لمرعي الكرمي.
- ترتيب التراجم في الكتاب بحسب تواريخ وفيات كُتّابها.
- إثبات التراجم من مصادرها تامة بدون حذف أو اختصار أو تصرف، مع الإحالة إلى المصدر الذي أخذت منه، سواء كان مطبوعا أو مخطوطًا.
- تصحيح الترجمات ومقابلة بعضها ببعض عند وقوع تصحيف أو تحريف؛ وذلك للوصول إلى نص أقرب ما يكون إلى السلامة، مع عدم الإشارة إلى تلك الأخطاء - لكثرتها - إلا لسبب يستدعي ذلك.
- عدم التعليق على النصوص المنقولة من المصادر إلا لحاجة ملحة، ويكون التعليق بأوجز عبارة.
- عمل فهرس موضوعي، وآخر لمصنفات ابن تيمية الواردة في التراجم المجموعة، وثالث للكتب المضمنة في الجامع.[3]

## أهمية الكتاب
تكمن أهمية هذا الجامع في النقاط التالية:
1. هذا الجمع لتراجم ابن تيمية يغني الباحث عن الرجوع إلى كثير من الكتب المطبوعة والمخطوطة في ترجمة ابن تيمية، ويوفر له الوقت في ذلك.
2. يحتوي على تراجم مهمة من مصادر ما زالت مخطوطة.
3. إن هذا الجامع مع الكتب المفردة في ترجمة ابن تيمية تشكل ترجمة متكاملة لصاحب الترجمة، فلا يحتاج الباحث إلى تتبع مصادر أخرى.
4. هذا الجامع يظهر الكتب التي فيها ترجمة أصلية مستوعبة، والكتب التي تنقل من المصادر الأخرى باختصار وانتقاء، وبالتالي يمكن للباحث المقارنة بين تلك المصادر.
5. من خلال هذا الجامع يمكن معرفة كيف كان المؤرخون ينظرون لابن تيمية مع اختلاف عصورهم ومذاهبهم ومشاربهم، ولماذا كان الاهتمام به في حقبة دون أخرى.
6. من خلال المصادر المضمنة في الجامع يمكن دراسة آثار وكتب ابن تيمية وتوثيق نسبتها إليه.[4]

## أقوال العلماء عن الكتاب
يقول الدكتور بكر أبو زيد عن هذا الجامع وطريقة عرض التراجم فيه: هذه وجهة مباركة في التأليف، ونمط لطيف من التصنيف، باستخراج سيرة العالم المشهور في خدمة العلم والدين من كتب السير العامة، مطبوعها ومخطوطها، وجمعها وترتيبها الترتيب الزمني بين دفتين في كتاب واحد .. إلى أن يقول: وهذا فرع جديد من فروع التأليف في علم الرجال لا أعلمه في كتب المتقدمين.
ويقول أبو زيد أيضًا: فإن هذا الجامع من الأعلاق النفيسة، التي تهذب النفوس، وتروّي شجرة الإيمان فيها.

## روابط ذات صلة
- ابن تيمية
- ابن شيخ الحزاميين
- دار عالم الفوائد
- كتب ابن تيمية
- كتاب جامع المسائل لابن تيمية